# Charles Greville, Bá tước thứ 7 xứ Warwick
Charles Guy Fulke Greville, Bá tước thứ 7 xứ Warwick thứ 7, Bá tước Brooke thứ 7 (4 tháng 3 năm 1911 – 20 tháng 1 năm 1984), là một quý tộc người Anh và là Bá tước xứ Warwick cuối cùng sống tại Lâu đài Warwick của gia đình trước khi lâu đài được bán vào năm 1978. charles trở thành quý tộc người Anh đầu tiên đóng vai chính trong một bộ phim Hollywood và sau này được báo chí địa phương đặt biệt danh là Công tước xứ Hollywood.